# 항공교육집단
항공교육집단(일본어: 航空教育集団 고쿠쿄이쿠슈단[*], 영어: Air Training Command)은 시즈오카현 하마마쓰시의 하마마쓰 기지에 본부를 두고 있는 항공자위대의 군사교육훈련 사령부이다 간부학교를 뺀 나머지 군사학교를 군사행정적으로 관리하고 있으며, 공장 계급의 항공교육집단 사령관은 방위대신의 지휘감독을 받는다.

## 역사
1959년 6월 1일, 우쓰노미야 기지에서 비행교육집단으로 창설되었다.
1962년 10월 1일, 술과교육본부(術科教育本部)가 하마마쓰미나미 기지에서 창설되었다.
1964년 12월 28일, 비행교육집단이 하마마쓰키타 기지로 이사하였다.
1989년 3월 16일, 비행교육집단, 술과교육본부와 합쳐져 항공교육집단으로 재편성되었다. 항공교육대, 교재정비대, 간부후보생학교, 술과학교를 전속받았다.
2000년 10월 6일, 뉴타바루 기지에 창설되었던 임시비행교육대가 비행교육항공대로 정식부대가 되었다.
2020년 3월 26일, 제1,2술과학교를 통합함에 따라 제2술과학교가 폐교되었다. 

## 조직
| - 총무부 - 총무과 - 인사과 - 회계과 - 위생과 - 교육부 - 계획과 - 운용과 - 교육 제1과 - 교육 제2과 - 교육 제3과 - 연구과 - 장비부 - 장비과 - 보급과 - 시설과 - 관리감독관 - 의무관 | - 단 - 제1항공단 - 하마마쓰 기지 - 제4항공단 - 마쓰시마 기지 - 제11비행교육단 - 시즈하마 기지 - 제12비행교육단 - 호후키타 기지 - 제13비행교육단 - 아시야 기지 - 대 - 교재정대 - 하마마쓰 기지 - 비행교육항공대 - 뉴타바루 기지 - 항공교육대 - 호후미나미 기지 - 학교 - 간부후보생학교 - 나라 기지 - 제1술과학교 - 하마마쓰 기지 - 제3술과학교 - 아시야 기지 - 제4술과학교 - 구마타니 기지 - 제5술과학교 - 고마키 기지 |

## 계보
- 1959년 6월 1일, 飛行教育集団→비행교육집단
- 1989년 3월 16일, 航空教育集団→항공교육집단

## 참고
1. ↑  “自衛隊法施行令（昭和29年政令第179号）第28条の9”. 《e-Gov法令検索》 (일본어). 総務省行政管理局. 2019년 8월 30일. 2019년 12월 23일에 확인함.
2. ↑  “自衛隊法（昭和29年法律第165号）第20条の4”. 《e-Gov法令検索》 (일본어). 総務省行政管理局. 2019년 6월 19일. 2020년 1월 8일에 확인함.